# Horror
|  | Sammenskrivningsforslag Artiklerne Gys, Horror er foreslået sammenskrevet. (Siden 2010) Diskutér forslaget |

 For alternative betydninger, se Gys.
Horror er en kulturel genre, der kredser om gys og uhygge for at skræmme sit publikum. Genren har manifesteret sig i litteratur, teater, hørespil, tegneserier og film.
Horror-genren har rødder i mytologi og folkesagn. Den blev først defineret som en genre i begyndelsen af 1900-tallet.
Blandt de litterære værker, vi kalder horror, er gotisk fiktion (ca. 1764-1810) og Mary Shelleys Frankenstein (1818), Edgar Allan Poes The Murders in the Rue Morgue (1841), Robert Louis Stevensons The Strange Case of Dr. Jekyll and Mr. Hyde (1888) og Bram Stokers Dracula (1897).
Horrorgenren har et væld af undergenrer, fx seriemordergysere som Robert Blochs roman Psycho (1959), satangysere som Ira Levins roman Rosemarys baby (1967) og The Exorcist af William Peter Blatty. De er alle tre filmatiseret.
Horror overlapper ofte andre genrer som gyserkomedier som Arnold Ridleys skuespil The Ghost Train (1923) og science fiction/adventure/horror som monsterfilmen King Kong (1933).
Horrorgenren har sine egne filmstjerner: Bela Lugosi, Boris Karloff, Lon Chaney, Jr., Peter Cushing, Christopher Lee, Barbara Steele, Vincent Price, Robert Englund og Linnea Quigley.
Danske horrorforfattere er Erwin Neutzsky-Wulff, Dennis Jürgensen, Peter Mouritzen, Bjarne Dalsgaard Svendsen, Steen Langstrup, Hanna Lützen, Kenneth Bøgh Andersen, Jacob Hedegaard Pedersen, Palle Vibe og Michael Kamp, A.Silvestri, Jonas Wilmann og Teddy Vork. 
Der er tillige udgivet en række tegneseriealbum i horror-genren. I USA opnåede magasinerne Eerie og Creepy er stort publikum. Magasinerne blev i fordanske udgave udgivet i Danmark i 1970'erne i magasinet Gru.  har endvidere haft et stort publikum 

## Faglitteratur

### På dansk
- Palle Schmidt: Skræk og gys i filmen (Chr. Erichsens Forlag 1972)
- Nicolas Barbano: Er skrækfilm skrækkelige? (Nosferatu nr. 5, 1982)
- Nicolas Barbano: Skrækfilmens historie (Phenomena nr. 6, 1990 Arkiveret 7. november 2011 hos  Wayback Machine)
- Nicolas Barbano: En ny verden af guder og monstre (Medieeksplosionen side 140-149, Gyldendal 1992)
- Rikke Schubart: I lyst og død – fra Frankenstein til splatterfilm (Borgen 1993)
- Nicolas Barbano: Scene-skræk (Plus Magasinet, februar 2000)
- Rikke Schubart: Verdens 25 bedste gyserfilm (Rosinante, 2001)
- Mathias F. Clasen: Homo Timidus: om gys og gru – med fokus på danske horrorforfattere (Forlaget Tellerup 2004)
- Nicolas Barbano: Gysets gladiatorer (Filmmagasinet Mifune nr. 14, 2006)
- Thomas Winther: Index til gyserantologier – en horrorbibliografi (Science Fiction Cirklen 2007)

### På engelsk
- Stephen King: Dance Macabre – The Anatomy Of Horror (Futura / Macdonald, 1986)
- Kim Newman: The BFI Companion to Horror (Cassell 1996)